# Кутиљано
Кутиљано (итал. Cutigliano) је насеље у Италији у округу Пистоја, региону Тоскана.
Према процени из 2011. у насељу је живело 399 становника. Насеље се налази на надморској висини од 704 м.

## Становништво
| 1936. | 1951. | 1961. | 1971. | 1981. | 1991. | 2001. | 2011. |
| ----- | ----- | ----- | ----- | ----- | ----- | ----- | ----- |
| 2.874 | 2.692 | 2.317 | 2.035 | 1.893 | 1.827 | 1.699 | 1.561 |